# U-19-Fußball-Europameisterschaft 2012
Die Endrunde der 28. U-19-Europameisterschaft fand vom 3. Juli bis 15. Juli 2012 in Estland statt. Sie diente auch als Qualifikation für die U-20-Fußball-Weltmeisterschaft 2013 in der Türkei. Die besten sechs Mannschaften qualifizieren sich für die WM.

## Qualifikation
Die Qualifikation zu dem Turnier fand in zwei Stufen statt. Auf die erste Qualifikationsrunde folgte eine zweite, Eliterunde genannte, Runde. Estland war als Gastgeber direkt qualifiziert. England, Frankreich und Spanien waren für die Eliterunde gesetzt. Alle anderen Mannschaften mussten die volle Qualifikation durchlaufen.

### Erste Qualifikationsrunde
Die erste Qualifikationsrunde fand vom 21. September 2011 bis zum 15. November 2011 statt. Zwölf Gruppen mit je vier Mannschaften spielten im Turniermodus untereinander die Platzierungen aus, d. h. jede Mannschaft spielte nur einmal gegen die drei anderen. Jede Gruppe spielte ihre sechs Gruppenspiele innerhalb weniger Tage aus, wobei eines der beteiligten Länder als Gastgeber fungierte. Die Gruppensieger und -zweiten sowie der beste Gruppendritte qualifizierten sich für die Eliterunde.
Die deutsche Mannschaft spielte in Gruppe 7. Die Spiele wurden in Nordirland gegen das dortige Nationalteam sowie gegen Belarus und Montenegro ausgetragen. Nach deutlichen Siegen gegen Nordirland (5:1) und Montenegro (2:0) konnte gegen Belarus ein Rückstand von 0:3 zur Halbzeit noch zu einem 3:3 ausgeglichen werden. Dies genügte für den Gruppensieg.
Die österreichische Mannschaft war Gastgeber der Gruppe 12. Nach einem 3:0-Sieg gegen Malta konnten aber nur jeweils 0:0-Unentschieden gegen Albanien und Dänemark erzielt werden. Sie erreichte damit den zweiten Platz hinter Gruppensieger Dänemark, was für den Einzug in die Eliterunde genügte.
Die Schweizer Mannschaft spielte in Gruppe 6, die ihre Spiele in Mazedonien austrug. Neben der dortigen Mannschaft nahmen weiterhin die Ukraine und Kasachstan teil. Sie konnte Mazedonien mit 3:0 besiegen und erreichte auch gegen Kasachstan einen klaren 2:0-Sieg. Die Ukraine spielte gegen diese beiden Gegner mit identischen Ergebnissen. Das Spiel Schweiz gegen die Ukraine endete 1:1, wodurch beide Mannschaften 7 Punkte und eine Torbilanz von +5 Toren erreichten. Der Gruppensieg wurde per Elfmeterschießen ermittelt, das die Ukraine mit 5:3 für sich entscheiden konnte. Die Schweiz war als Gruppenzweiter aber auch für die Eliterunde qualifiziert.

### Eliterunde
Die Eliterunde wurde Ende Mai 2012 nach ähnlichen Modus in Vierergruppen ausgetragen, wobei wiederum eine Mannschaft Gastgeber war. Die sieben Gruppensieger qualifizierten sich für die Teilnahme an der Endrunde.
Die deutsche Mannschaft spielte in Serbien in Gruppe 3. Ein 2:2 gegen den Gastgeber, ein 1:1 gegen Rumänien sowie ein 3:0 gegen Ungarn genügten aber nur für den zweiten Platz. Serbien qualifizierte sich für die Endrunde.
Österreich spielte in Kroatien in Gruppe 5. Nach einem 2:2-Unentschieden gegen den Gastgeber und einem 2:0-Sieg gegen Bosnien und Herzegowina unterlag man im letzten Gruppenspiel der Mannschaft aus Georgien mit 1:2, womit man als Gruppendritter ausgeschieden war.
Die Schweizer Mannschaft unterlag in Gruppe 2, die in England spielte, zunächst Montenegro mit 0:3. Ein 2:0-Sieg gegen Slowenien im zweiten Gruppenspiel wahrte die Chancen auf den Gruppensieg, aber nach einer 0:1-Niederlage gegen England erreichte die Mannschaft nur den dritten Platz.

## Teilnehmer
28 U-19-Nationalteams nahmen an der Eliterunde teil. Gastgeber Estland war als einzige Mannschaft automatisch für die Endrunde gesetzt. Somit gab es sieben weitere Plätze an die sieben Gruppensieger der Eliterunde zu vergeben. Folgende Mannschaften konnten sich qualifizieren (Qualifikationsweg in Klammern):
| - Estland (Gastgeber) - Frankreich (Elitegruppe 1) - England (Elitegruppe 2) - Serbien (Elitegruppe 3) | - Portugal (Elitegruppe 4) - Griechenland (Elitegruppe 5) - Kroatien (Elitegruppe 6) - Spanien (Elitegruppe 7) |

## Austragungsorte
Die Endrundenspiele wurden in drei Städten ausgetragen, in Haapsalu (Haapsalu staadion), Rakvere (Rakvere staadion), sowie in der Landeshauptstadt Tallinn (Lilleküla staadion und Kadrioru staadion).

## Vorrunde
Die Vorrunde wurde in zwei Gruppen mit jeweils vier Teams ausgetragen. Die zwei Gruppensieger und Zweitplatzierten  qualifizierten sich für das Halbfinale. Bei Punktgleichheit entschied zuerst der direkte Vergleich und danach die Tordifferenz über die Rangfolge. Ausgelost wurden die Gruppen am 6. Juni 2012 in Tallinn. Die ersten drei Mannschaften jeder Gruppe sind für die U-20-Fußball-Weltmeisterschaft 2013 qualifiziert.

### Gruppe A
| Pl. | Land         | Sp. | S | U | N | Tore    | Diff. | Punkte |
| --- | ------------ | --- | - | - | - | ------- | ----- | ------ |
| 1.  | Spanien      | 3   | 2 | 1 | 0 | 007:400 | +3    | 07     |
| 2.  | Griechenland | 3   | 2 | 0 | 1 | 008:500 | +3    | 06     |
| 3.  | Portugal     | 2   | 1 | 1 | 0 | 008:600 | +2    | 04     |
| 4.  | Estland      | 3   | 0 | 0 | 3 | 001:900 | −8    | 0      |

|                                                                 |   |              |           |
| Di., 3. Juli 2012 um 17:30 Uhr* in Haapsalu                     |   |              |           |
| Griechenland                                                    | – | Spanien      | 1:2 (0:2) |
| Di., 3. Juli 2012 um 20:45 Uhr* in Tallinn (Lilleküla staadion) |   |              |           |
| Estland                                                         | – | Portugal     | 0:3 (0:2) |
| Fr., 6. Juli 2012 um 17:00 Uhr* in Tallinn (Kadrioru staadion)  |   |              |           |
| Estland                                                         | – | Griechenland | 1:4 (0:1) |
| Fr., 6. Juli 2012 um 20:00 Uhr* in Tallinn (Lilleküla staadion) |   |              |           |
| Portugal                                                        | – | Spanien      | 3:3 (2:2) |
| Mo., 9. Juli 2012 um 17:00 Uhr* in Tallinn (Lilleküla staadion) |   |              |           |
| Spanien                                                         | – | Estland      | 2:0 (1:0) |
| Mo., 9. Juli 2012 um 17:00 Uhr* in Haapsalu                     |   |              |           |
| Portugal                                                        | – | Griechenland | 2:3 (1:2) |

* Ortszeit

### Gruppe B
| Pl. | Land       | Sp. | S | U | N | Tore    | Diff. | Punkte |
| --- | ---------- | --- | - | - | - | ------- | ----- | ------ |
| 1.  | England    | 3   | 2 | 1 | 0 | 005:300 | +2    | 07     |
| 2.  | Frankreich | 2   | 2 | 0 | 0 | 005:200 | +3    | 06     |
| 3.  | Kroatien   | 3   | 1 | 1 | 1 | 004:200 | +2    | 04     |
| 4.  | Serbien    | 3   | 0 | 0 | 3 | 001:800 | −7    | 0      |

|                                                                |   |            |           |
| Di., 3. Juli 2012 um 17:30 Uhr* in Tallinn (Kadrioru staadion) |   |            |           |
| England                                                        | – | Kroatien   | 1:1 (0:0) |
| Di., 3. Juli 2012 um 18:45 Uhr* in Rakvere                     |   |            |           |
| Serbien                                                        | – | Frankreich | 0:3 (0:3) |
| Fr., 6. Juli 2012 um 16:30 Uhr* in Haapsalu                    |   |            |           |
| Frankreich                                                     | – | Kroatien   | 1:0 (0:0) |
| Fr., 6. Juli 2012 um 17:30 Uhr* in Rakvere                     |   |            |           |
| Serbien                                                        | – | England    | 1:2 (0:1) |
| Mo., 9. Juli 2012 um 20:00 Uhr* in Rakvere                     |   |            |           |
| Kroatien                                                       | – | Serbien    | 3:0 (1:0) |
| Mo., 9. Juli 2012 um 20:00 Uhr* in Tallinn (Kadrioru staadion) |   |            |           |
| Frankreich                                                     | – | England    | 1:2 (1:2) |

* Ortszeit

## Finalrunde

### Halbfinale
|                                                                  |   |              |                                 |
| Do., 12. Juli 2012 um 16:45 Uhr* in Tallinn (Lilleküla staadion) |   |              |                                 |
| England                                                          | – | Griechenland | 1:2 n. V. (1:1, 0:1)            |
| Do., 12. Juli 2012 um 20:00 Uhr* in Tallinn (Lilleküla staadion) |   |              |                                 |
| Spanien                                                          | – | Frankreich   | 3:3 n. V. (2:2, 0:1), 4:2 i. E. |

* Ortszeit

### Finale
|                                                                  |   |         |           |
| So., 15. Juli 2012 um 21:30 Uhr* in Tallinn (Lilleküla staadion) |   |         |           |
| Griechenland                                                     | – | Spanien | 0:1 (0:0) |

* Ortszeit

## Schiedsrichter
- Kenn Hansen
- Paolo Valeri
- Vadims Direktorenko
- Danny Makkelie
- Arnold Hunter
- Alain Bieri

## Beste Torschützen
| Rang | Spieler              | Tore |
| ---- | -------------------- | ---- |
| 1    | Jesé                 | 5    |
| 2    | Dimitris Diamantakos | 3    |
|      | Giorgos Katidis      | 3    |
| 4    | Benik Afobe          | 2    |
|      | Paco Alcácer         | 2    |
|      | Betinho              | 2    |
|      | Gerard Deulofeu      | 2    |
|      | André Gomes          | 2    |
|      | Domagoj Pavičić      | 2    |
|      | Mihael Pongračić     | 2    |
|      | Paul Pogba           | 2    |
|      | Samuel Umtiti        | 2    |

Hinzu kamen 20 Spieler mit jeweils einem Tor.
Torschützenkönig des Gesamtwettbewerbs (einschließlich Qualif.) wurde der Portugiese Betinho mit insgesamt 10 Toren.